# Mieczysław Jaroszewicz
Mieczysław Jaroszewicz (ur. 22 stycznia 1942 w Grodnie) – polski historyk sztuki i muzealnik. W latach 1982–2013 dyrektor Muzeum Pomorza Środkowego w Słupsku.

## Życiorys
Urodził się w 1942 w Grodnie. Do Słupska przyjechał w 1964 po ukończeniu studiów. Jako absolwent kulturoznawstwa i historii sztuki podjął pracę w Powiatowym Domu Kultury. Potem był nauczycielem historii w szkole w Kobylnicy. W latach 1969–1973 pracował w słupskim Klubie Międzynarodowej Prasy i Książki. Następnie był zatrudniony w wydziale kultury, najpierw Urzędu Miejskiego, później Urzędu Wojewódzkiego w Słupsku. W 1982 objął stanowisko dyrektora Muzeum Pomorza Środkowego, które piastował przez ponad trzydzieści jeden lat. Był także członkiem Rady do Spraw Muzeów i Miejsc Pamięci Narodowej.
Związany ze Słupskim Towarzystwem Społeczno-Kulturalnym początkowo jako wiceprezes, a następnie jako prezes. Radny słupskiej Rady Miasta w kadencji 2014–2018.
Żonaty, ma jedną córkę.

## Odznaczenia
- Srebrny Medal „Zasłużony Kulturze Gloria Artis”[6] (2008)